# Liste der Monuments historiques in Battigny
Die Liste der Monuments historiques in Battigny führt die Monuments historiques in der französischen Gemeinde Battigny auf.

## Liste der Immobilien
| Bezeichnung       | Beschreibung                                          | Standort               | Kennzeichnung | Schutzstatus | Datum | Bild           |
| ----------------- | ----------------------------------------------------- | ---------------------- | ------------- | ------------ | ----- | -------------- |
| Kirche St-Germain | um 1200 erbaut, im 15. oder 16. Jahrhundert erweitert | Rue de l’Église (Lage) | PA00105998    | Inscrit      | 2013  | weitere Bilder |